# Ярослав (герб)
Ярослав (пол. Jarosław) — польский дворянский герб.

## Описание
В щите золотою полосою разделенном, в верхнем красном поле белый единорог, наискось влево скачущий, а в нижнем голубом поле золотой дельфин, также наискось вправо. В навершии шлема, дворянскою короною прикрытого, меж двух орлиных крыльев золотая звезда. Намет справа голубой, а слева красный, подбитые золотом. Под щитом девиз: BEATUS QUI UTILIS. Герб Ярослав Христиани внесен в Часть 2 Гербовника дворянских родов Царства Польского, стр. 217.

## Герб используют
Герб вместе с потомственным дворянством Всемилостивейше пожалован генеральному директору водяных и сухопутных сообщений в Царстве Польском генерал-лейтенанту Корпуса Инженеров Христиани Ксаверию Ивановичу (1772—1842) за особые заслуги, на основании статьи 3-й и статьи 16-й пункта 2 Положения о дворянстве 1836 года, грамотою Государя Императора и Царя НИКОЛАЯ I 2 (14) января 1840 года.